# АПР-1
АПР-1 «Кондор» — противолодочная ракета воздушного старта с фугасной боевой частью, разработки ГСКБ-47, главный конструктор С. С. Бережков. На вооружении с 1971 года.
Вероятность поражения цели двумя ракетами 0,3—0,5. В режиме поиска цели ракета описывает циркуляцию на малом ходу, при обнаружении цели запускается маршевый двигатель, и ракета идёт по прямой к цели.
Ракета разработана для применения с самолётов ПЛО, оборудованных ППК «Беркут» (Ил-38 и Ту-142). Всего изготовлено 263 ракеты.